# Kung Fu Panda 2.
A Kung Fu Panda 2. 2011-ben bemutatott amerikai 3D-s számítógépes animációs harcművészeti filmvígjáték, a Kung Fu Panda-filmek második része, amiben Po és a barátai Shen úr hatalomra lépése ellen harcolnak, bevetve egy új fegyvert, miközben a hatalmas panda felfedez egy nyugtalanító láncszemet, ami a múltjához vezet.
Az eredeti filmben lévő szereplők hangjai vannak ebben a filmben is, kivéve Shen urat, akinek a hangja Gary Oldman. A 17. DreamWorks-film rendezője Jennifer Yuh Nelson. Az animációs játékfilm producere Melissa Cobb. A forgatókönyvet Jonathan Aibel és Glenn Berger írta, a zenéjét John Powell és Hans Zimmer szerezte. A mozifilm a DreamWorks Animation gyártásában készült, a Paramount Pictures forgalmazta.
Az CGI animációs film 2011. május 26-án debütált a Real Digitális 3D-n és a Dolby Digitális 3D-n. A Kung Fu Panda 2. pozitív visszajelzéseket kapott, a kritikusoknak tetszett az animáció, a szinkronszínészek munkája és a karakterfejlődés. Bevételi szempontból is nagy sikert aratott, az első részt felülmúlva, és az év legtöbb bevételét szerző animációs filmjévé vált. A "Legjobb animáció" díjjal nevezték ki a 2011-es, 84. Oscar-díj gálán.
2016. március 18-án jött a folytatás, a Kung Fu Panda 3., amit szintén Jennifer Yuh Nelson rendezett.

## Cselekmény
Régen Shen nagyúr, a Gongmen Város felett uralkodó páva klán örököse megpróbálta a tűzijáték erejét fegyverként felhasználni, hogy táplálja agresszív ambícióit, hogy uralkodjon Kína felett. Amikor megtudta az udvari jövendőmondótól, hogy "egy fekete-fehér harcos" egy nap legyőzi őt, Shen azt feltételezte, hogy az óriáspandákra utal, és ezért  kiirtatta őket, hogy elkerülje a próféciát. Shen szülei elborzadtak ettől az atrocitástól, és száműzték őt. Shen elhagyatottnak és elárultnak érezte magát, ezért megfogadta, hogy egy nap visszatér, hogy uralkodjon a legfelsőbb szinten.
Több mint húsz évvel később Po mester most Sárkányharcosként éli álmát, barátaival és kung-fu mestertársaival, az Őrjöngő Ötössel együtt védelmezve a Béke Völgyét. Azonban Shifu mester leckéjét, hogy Po további képzését segítse a belső béke elérésében, megszakítja egy farkasok rajtaütése, akik az összes finomított fémet ellopják egy zenészek falujából (ami a Béke völgye mellett épült és két hegy választja el). Po és az Ötök megérkeznek, hogy megállítsák őket, de a farkasok elmenekülnek, amikor Po figyelmét elvonja az ólomfarkas páncélján lévő szimbólum látványa, amely visszaemlékezést vált ki az anyjáról, Tigris megpróbálja megmenteni Po-t, de Farkasvezér úgy megüti, hogy Tigrist is eltalálja. Farkasvezér ellöki a fémkötegeket a falu  melletti ködös szakadékba és gonoszul nevetve elmenekül. Po megkérdezi az apját, hogy honnan jött, de a liba csak annyit tud mondani neki, hogy Po-t csecsemőként találta meg az étterme mögötti zöldséges ládában, és örökbe fogadta.
Ezután Shifu mester hírt kap, hogy Mennydörgő Orrszarvú Mestert, a Gongmen várost védő Kung Fu Tanács vezetőjét Shen új fegyvere megölte, ami azzal fenyeget, hogy elpusztítja a kung fu hagyományt. Po-t és a Őrjöngő Ötöst küldik, hogy megállítsák, de az utazást bonyolítják Po nyugtalanító rémálmai, amelyeket úgy érzi, nem tud teljesen megosztani senkivel, még Tigrissel sem, akihez egyre közelebb kerül. Amikor elérik a várost, Po és az Ötök teljesen Shen erőinek irányítása alatt találják, és megpróbálják titokban elérni Ökör mestert és Krokodil mestert a börtönben, hogy segítséget kapjanak a város felszabadításához. Sajnos mindkét mester megmagyarázhatatlan módon nem hajlandó elhagyni a celláját, arra hivatkozva, hogy tehetetlenek Shen nagyúr fegyverével szemben, arra kényszerítve Po-t és az Ötöket, hogy egyedül kíséreljék meg a kísérletet. Po-t és az Ötöket ezután felfedezi a Farkasvezér, akit üldöznek, hogy megakadályozzák Shen riasztásában, de egy hatalmas erő lesből megtámadja őket. Po megadja magát, és a csoportot letartóztatják. Tigris kérdőre vonja Po-t, de biztosítja róla, hogy tervet készít.
Bilincsekbe helyezve az Shen elé viszik őket a tornyában. A császár páva nem hajlandó elhinni, hogy egy ostoba panda esetleg megfenyegetheti őt, míg a jós rájön, hogy Po nem tudja, mit tett a páva a népével. Tervük szerint Po és az Ötök kiszabadítják magukat, és elpusztítják a páva nagy ágyúját. Sajnos Po figyelmét ismét elterelik a visszaemlékezések, amikor ugyanazt a szimbólumot látja Shen tollazatán, mint korábban, lehetővé téve a páva menekülését. A hősök rémületükre rájönnek, hogy Shen ágyúk egész arzenálját építette fel, és alig menekülnek el a toronyból, miközben Shen lerombolja azt egy salvo támadással. A börtönben bujkálva Tigris tudni akarja, miért fagyott meg Po, és azt mondja, hogy az Ötök hátrahagyják, ha nem lehet rá számítani a csatában. A panda először nem hajlandó bevallani a visszaemlékezéseit, de végül megenyhül, és elmondja neki, hogy Shen tudja, mi történt a szüleivel. Azt mondja, hogy Tigris valószínűleg nem érti, de tudnia kell a választ, és szembe kell néznie Shennel az Ötökkel vagy anélkül. Tigris ezután hirtelen megöleli Po-t, mindenki más meglepetésére, és elmondja neki, hogy megérti, de nem nézheti végig, ahogy barátja meghal. Azt mondja neki, hogy maradjon Ökör Mester és Krokodil mesterrel a saját védelme érdekében, amíg ő és a többiek megpróbálják megállítani Shen ágyúit a forrásnál
Po még mindig eltökélte, hogy megtudja, mit tud Shen, figyelmen kívül hagyja Tigress-t, és úgy dönt, hogy betör az ágyúöntödébe, hogy kikérdezze Shent az emlékeiről, akaratlanul is meghiúsítva az Ötök kísérletét, hogy elpusztítsák azt. Az ezt követő csatában Po szembeszáll Shennel, aki elismeri, hogy Po szüleinek falujában volt; szadista módon azt állítja, hogy Po szülei elhagyták őt. Po érzelmileg összetörik, Shen gonoszul mosolyog, mielőtt egy óriási ágyúval szétlövi a döbbent pandát. Po kirepül a gyárból, és a folyóba zuhan, látszólagos haláláig, a többiek legnagyobb megdöbbenésére és rémületére. Visszatérve a Jáde Palotába, Shifu felébred, és elborzad Po látszólagos halálától, mielőtt szomorúan figyeli a Gongmen várost
Megsebesülve és öntudatlanul lebegve a folyón, Po még életben van, amikor a Jövendőmondó megmenti, akit Shen korábban száműzött. Amikor visszanyeri az eszméletét, a Jövendőmondó elmondja neki, hogy annak a falunak a maradványaiban van, ahol született, és Po öntudatlanul elfojtott emlékei küzdenek, hogy felszínre kerüljenek. A Jövendőmondó vezetésével, hogy ölelje át a múltat és hagyja felemelkedni, Po emlékei visszatérnek, amikor szemtanúja lesz faluja pusztulásának és anyja menekülésének Shen erői elől. Tekintettel Shen kegyetlen állításának hazugságára, hogy elhagyták, ehelyett azt látja, hogy az anyja veszélyeztette magát, hogy megmentse őt azzal, hogy elrejtette őt a terményes ládában, és elhúzta az üldözőket, látszólag a halálba. Po emlékei a szerető Ping úr általi örökbefogadásáig terjednek, és hogyan győzte le mély bizonytalanságait, hogy új barátai, a Mesterek segítségével elérje legkedvesebb álmait. Ekkor Po rájön, hogy a múltja nem határozza meg annyira, mint a jelenlegi döntései, ami lehetővé teszi számára, hogy elérje a belső békét, még akkor is, amikor arra készül, hogy visszatérjen Gongmen Városba, hogy szembenézzen a gyilkos pávával.
A városban Shen elfogja az Ötöket, akik megpróbálják megakadályozni a hadiflottájuk távozását, és arra készül, hogy megölje őket, mint hatalmának példáját, amint hajói megtisztítják a város kikötőjét. Azonban Po megérkezik, hogy szembeszálljon Shennel, és sikerül kiszabadítania az Ötöst, hatalmas csatába kezdve, hogy felrobbantsa Shen hajóját, mielőtt az elérné a kikötőt, ahol hamarosan Shifu mester is részt vesz, aki meggyőzte Ökör mestert és Krokodil mestert is, hogy vegyenek részt. A flotta megállítására tett kísérlet kudarcot vall, és a hősök az öbölben lebegnek a roncsok között. Ettől függetlenül Po, aki egy összetört fadarabon találja meg a lábát, megállja a helyét Shennel szemben, és mindenkit meghökkent, amikor felméri Shen ágyútüzét, és visszairányítja azt az armadára. Ennek során Po egyedül a kung fu segítségével pusztítja el a flottát és ágyúit, és szembeszáll Shennel annak sérült zászlóshajóján. Ott Po elutasítja, hogy szörnyű múltja uralja a szellemét, és sürgeti Shent, hogy békéljen meg a szüleivel való saját sérelmével. Shen azonban visszautasítja a könyörgést, és gyűlölködve támadja a Sárkányharcost. A közelharcban Shen akaratlanul elvágja az ágyúját tartó köteleket, amelyek aztán Shen tetejére esnek. A páva becsukja a szemét, és elfogadja sorsát, ahogy a fegyver összezúzza. Po hamarosan újra találkozik a többi mesterrel, és a város tűzijátékkal ünnepli Pó győzelmét.
Visszatérve a Béke Völgyébe, Po újra találkozik Ping úrral, és szeretettel kijelenti, hogy ő az apja. Azonban abban a pillanatban egy távoli, rejtett területen, ahol egy egész óriáspanda falu található, Po biológiai apja hirtelen rájön, hogy fia életben van.

## Szereplők

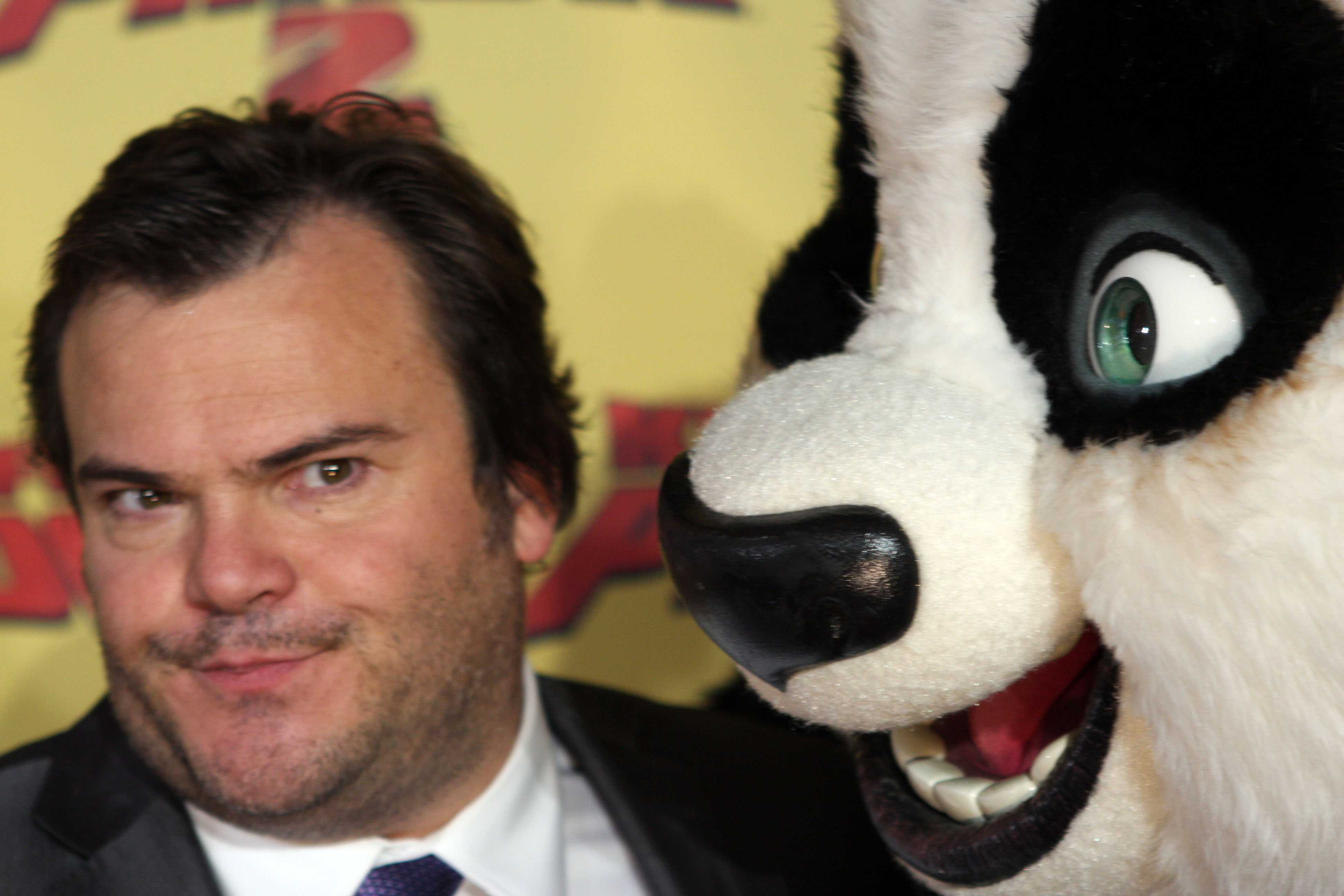
Jack Black a Kung Fu Panda 2. premierén Sydneyben, 2011 júniusában

| Szereplő                    | Eredeti hang          | Magyar hang         |
| --------------------------- | --------------------- | ------------------- |
| Po                          | Jack Black            | Gáspár András       |
| Shifu mester                | Dustin Hoffman        | Tahi Tóth László    |
| Lord Shen                   | Gary Oldman           | Rajkai Zoltán       |
| Tigris                      | Angelina Jolie        | Zsigmond Tamara     |
| Majom                       | Jackie Chan           | Kassai Károly       |
| Vipera                      | Lucy Liu              | Kökényessy Ági      |
| Daru                        | David Cross           | Bor László          |
| Sáska                       | Seth Rogen            | Szabó Máté          |
| Mr. Ping                    | James Hong            | Harsányi Gábor      |
| A jövendőmondó              | Michelle Yeoh         | Györgyi Anna        |
| Farkasvezér                 | Danny McBride         | Schneider Zoltán    |
| Ökör mester                 | Dennis Haysbert       | Galambos Péter      |
| Krokodil mester             | Jean-Claude Van Damme | Barabás Kiss Zoltán |
| Mennydörgő Orrszarvú mester | Victor Garber         | Csernák János       |

## A film készítése
Miután az eredeti Kung Fu Pandát kiadták 2008-ban, Dreamworks Animation egy második filmet tervezett Pandamoneum címmel, amit 2010-re The Kaboom of Doom-ra változtattak, mielőtt egyszerűen csak újratitulálták Kung Fu Panda 2-re. Jennifer Yuh Nelson-t – aki az első film történetének a feje volt – megkérték, hogy ő rendezze meg a folytatást. Az eredeti film szereplői visszatértek, hogy most is az ő hangjukat használják a filmben. Mint a másik DreamWorks Animation filmek, amiket 2009-ben kezdtek el gyártani, a Kung Fu Panda 2 a DreamWorks InTru 3D térhatású technológiájával lett megcsinálva.
Jonathan Aibel és Glenn Berger, az első film szövegkönyv írói és gyártói visszatértek, hogy megírják a folytatást, közben Charlie Kaufmannal konzultálva.
A Kung Fu Panda 2-ben, a gyártó csapat magasabb ismeretséget mutatott Kínával szemben. 2008-ban, a Kung Fu Panda kiadása után, DreamWorks CEO Jeffrey Katzenberg és más Dreamworks tagok meglátogatták Chengdu városát, amit a "pandák szülővárosának" tartanak. Azonkívül, hogy igazi pandákat láttak, a csapat tagjai tanultak dolgokat a helyi kultúrával kapcsolatban. Katzenberg azt állította, hogy a Kung Fu Panda 2 Chengdu sok elemét magába foglalja. Berger azt mondta: Soha nem úgy gondoltunk erre a filmre, hogy Kínában készült, amerikaiak számára; ez egy film egy mitikus, egyetemes Kínában, és a világon mindenki számára készült.

### Kiadás
A Kung Fu Panda 2-t a Cannesi Filmfesztiválon mutatták be, még a hivatalos forgalmazás előtt. Amerikában 2011. május 26-án, Angliában 2011. június 10-én, Ausztráliában pedig 2011. június 23-án debütált. Az IMAX mozikban szintén vetítették, az EMEA régióban.

## Bevételek
A film Észak-Amerikában a bruttósított bevétele 165 millió $, illetve összesen világszerte 665 millió $-t szerzett, így felülmúlta az első részt. A világon ez a legnagyobb bevételt hozó animációs film, valamint a 6. legnagyobb bevételt hozó film. Összességében ez a 11. legnagyobb bevételt hozó animációs film és az 57. legnagyobb bevételt hozó film. Az első hétvégén világszerte 108 900 000 $-t szerzett, rangsorban a második helyen állt, mögötte a Másnaposok 2. című film. Ez volt a világon a legnagyobb bevételt hozó film, amelyet nő rendezett.
Észak Amerikában, a három napos hétvége kezdetével, ami csütörtökön kezdődött, a film 47,7 millió $-t keresett. A film 13,2 millió $-t keresett a háborús hősök megemlékezésének napján, így összesen 60,9 millió $-t keresve a négy napos hétvégén.
Nemzetközileg a film bemutatása 11 országban ugyan azon a napon volt, mint Észak-Amerikában, ezek közül 9-ben az első volt a premier listán, 55,5 millió $-t keresve ezzel az első hétvégén, a harmadik helyre rakva ezzel a filmet, amit A Karib-tenger kalózai: Ismeretlen vizeken és a Másnaposok 2. előzött meg. A 3. hét végére érte el az első helyet. Ezt meg is tartotta a következő hétvégéig az 58,2 millió $-ral, ezzel több területen is első helyet élvezhetett.
Kínában a legnagyobb bevételt hozta Észak-Amerika után, két nagy bevételt jelentettek, egyet egy két napos hétvégén, 19,3 millió $-ról, a másikat pedig egy másik kétnapos hétvégén 16,7 millió $-ról. A film rekordot állított fel a nyitónapon. Összesen 93,19 millió $-t keresett, ezzel ezt az animációs filmet téve a legnagyobb bevételt hozóvá Kínában, megelőzve az előző rekord tartókat, Kung Fu Panda (26 024 298 $). Az ázsiai témájú film elérte a legnagyobb nyitónapot az animált filmek körében Malajziában, a Fülöp-szigeteken, Szingapúrban, Dél-Koreában és Thaiföldön. Ez vált a legnagyobb bevételt hozó filmmé Vietnámban, megelőzve az Avatart.

### Házimozi
A film DVD-n és Blu-rayen 2011. december 13-án jelent meg, amihez hozzácsatolták a Kung Fu Panda: A mesterek titkai című rövidfilmet, és egy betekintést a Kung Fu Panda sorozatba.

## Kapcsolódó művek
Egy folytatás, a Kung Fu Panda 3 2016. március 18-án jelent meg három másik filmmel együtt. Ismét Jennifer Yuh Nelson rendezte a filmet, és a kínai Dreamworks adta ki.
A fő filmek mellett, a Kung Fu Panda koncesszióban lesz még három másik rövidfilm is: Kung Fu Panda: A dühös ötös titkai, Kung Fu Panda: Különleges nyaralás és Kung Fu Panda: A mesterek titkai. Egy Kung Fu Panda: A tökély legendái című sorozat megy a Nickelodeon csatornán 2011 óta.
A filmről készült egy videójáték is, amit 2011. május 23-án adott ki a THQ. A játék a filmben lévő események után játszódik, amikor is Po-t és a Dühös ötöst megtámadja egy csapat ördögi komodói sárkány. A többi mester segítségével Po-nak fel kell fednie a történteket az ostrom mögött és megállítania.